# Germán Ávila Plazas
Germán Ávila Plazas (Bogotá, 1961) Es un economista colombiano. Desde marzo de 2025 se desempeña como ministro de Hacienda y Crédito Público de Colombia en el gobierno de Gustavo Petro.

## Primeros años y estudios

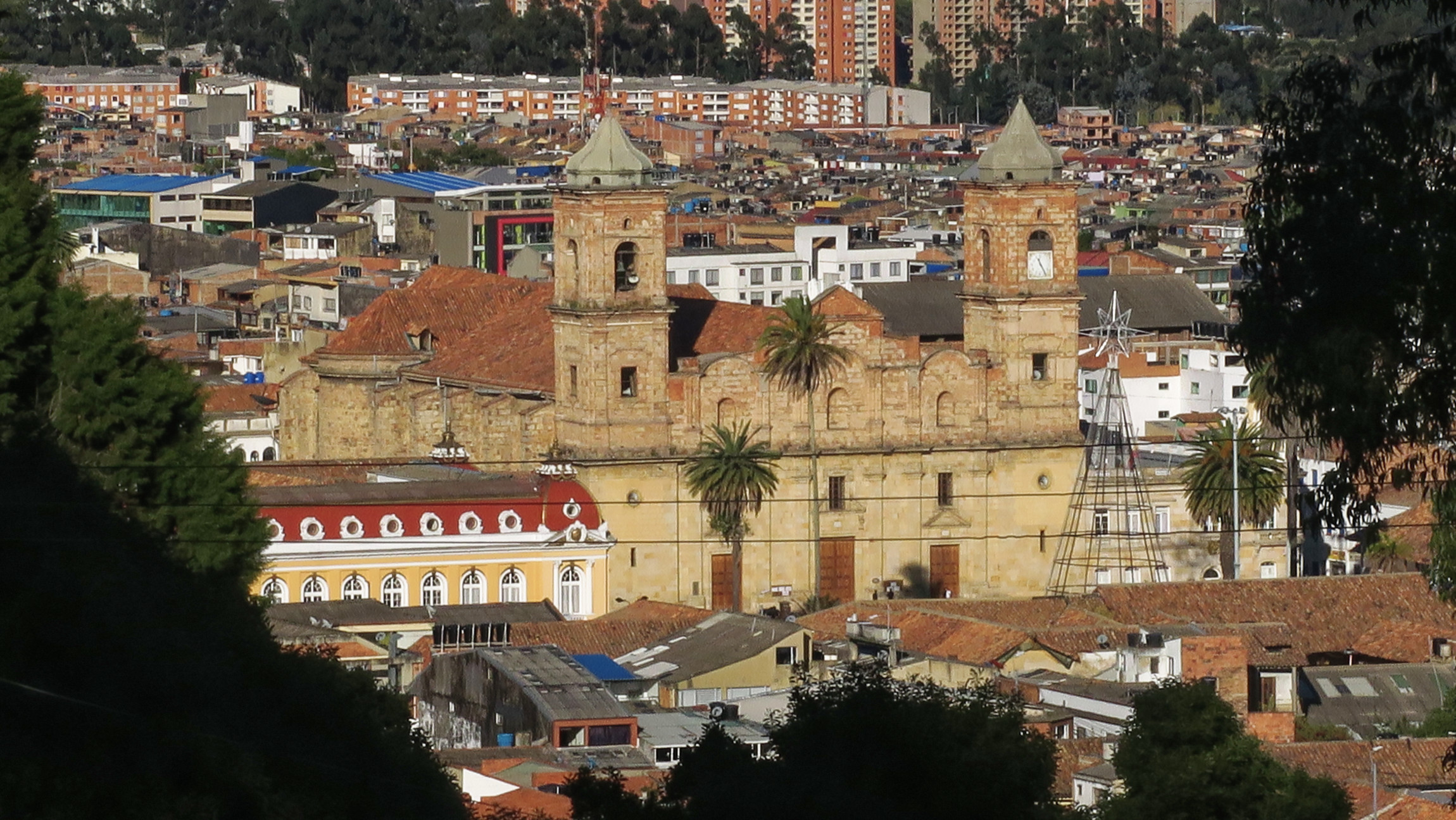
Zipaquirá, lugar donde vivió su infancia y juventud

Germán Ávila Plazas nació en Bogotá en 1961, hijo del abogado Epifanio Ávila, conocido como 'Mono Ávila', y de Gloria Plazas, quien fue concejal de Zipaquirá entre 1970 y 1972. Aunque nació en Bogotá, creció en Zipaquirá junto a sus hermanos Boris, William y Edgar, en un entorno que lo acercó a Gustavo Petro.
Su educación secundaria la cursó en el Colegio Nacional San Juan Bautista de La Salle en Zipaquirá, donde coincidió con Petro. Desde joven, se involucró en actividades políticas y sociales. Posteriormente, estudió Economía en la Universidad Nacional de Colombia.

## Militancia en el M-19
Ávila inició su militancia en el movimiento guerrillero M-19 en la década de 1970, motivado por su convicción de «luchar por una auténtica democracia y la reducción de las profundas desigualdades sociales en Colombia». Durante este período, estableció una estrecha relación con Gustavo Petro, con quien integró el primer comando del M-19 en Zipaquirá. Aunque no ocupó roles de liderazgo prominentes dentro del grupo, su participación fue significativa en la consolidación de la organización en sus primeras etapas.
Tras la desmovilización del M-19 en 1990, Ávila Plazas se enfocó en actividades políticas y sociales dentro de la legalidad, contribuyendo al desarrollo de proyectos de vivienda popular y al fortalecimiento del sector financiero solidario en Colombia.

## Trayectoria en el sector financiero y de vivienda social
Àvila ha dedicado más de 30 años al sector financiero y a la promoción de la vivienda social en el país. Fue fundador de la Cooperativa Nacional de Ahorro y Crédito "Crear Cooperativa", la primera entidad financiera cooperativa especializada en ahorro y crédito para vivienda social en Colombia, que posteriormente se integró a Confiar Cooperativa.
Además, lideró durante más de tres décadas la Federación Nacional de Vivienda Popular (Fenavip), donde gestionó la construcción de más de 20,000 viviendas en diversas ciudades, promoviendo la autogestión y colaboración con organizaciones populares.
Su trayectoria también incluye la gerencia de Metrovivienda durante la administración de Luis Eduardo Garzón (2004-2008) y el rol de secretario general del Partido Polo Democrático Alternativo.

## Gobierno Petro
En noviembre de 2024, fue nombrado presidente del Grupo Bicentenario, el conglomerado financiero estatal que agrupa a trece entidades del sector público.
En marzo de 2025 fue designado como ministro de Hacienda y Crédito Público en reemplazo de Diego Guevara Castañeda.